# Happy Days (Fernsehserie)
Happy Days ist eine US-amerikanische Fernsehserie, die ihre Erstausstrahlung am 15. Januar 1974 beim Sender ABC hatte. Die Serie lief bis 1984 und besteht aus 255 Folgen, die in 11 Staffeln produziert wurden. In Deutschland wurde sie erstmals am 5. Januar 1985 auf Sat.1 ausgestrahlt.

## Handlung
Die Serie spielt in Milwaukee, Wisconsin von Mitte der 1950er Jahre bis Mitte der 1960er Jahre.
Im Mittelpunkt stehen die drei Freunde Richie Cunningham, Warren „Potsie“ Weber und Ralph Malph, außerdem Arthur Herbert Fonzarelli, genannt Fonzie, ein ehemaliges Bandenmitglied, das seine kriminelle Vergangenheit hinter sich gelassen hat und nun für die drei Freunde als Ratgeber, vor allem in Sachen Mädchen, agiert. Weitere Figuren sind Richies Eltern, Howard und Marion, seine Schwester Joanie und Al Delvechio (Besitzer des Stammlokals der Freunde). Später kommt noch Charles „Chachi“ Arcola, der Cousin von Fonzie, hinzu.
Die Serie verfolgt den Lebensweg der Hauptcharaktere vom Teenageralter bis zum Erwachsensein. Sowohl in den Vereinigten Staaten als auch in Deutschland war die Serie ein großer Erfolg.

## Besetzung und Synchronisation
| Darsteller     | Rolle                      | Synchronsprecher                      |
| -------------- | -------------------------- | ------------------------------------- |
| Henry Winkler  | Arthur „Fonzie“ Fonzarelli | Ronald Nitschke Wolfgang Ziffer       |
| Ron Howard     | Richie Cunningham          | Frank Schaff                          |
| Anson Williams | Warren „Potsie“ Weber      | Hans-Jürgen Dittberner Matthias Hinze |
| Don Most       | Ralph Malph                | Marco Beddies Sven Plate              |
| Tom Bosley     | Howard Cunningham          | Joachim Röcker                        |
| Marion Ross    | Marion Cunningham          | Corny Collins                         |
| Erin Moran     | Joanie Cunningham          | Philine Peters-Arnolds                |
| Al Molinaro    | Al Delvecchio              | Wolfgang Völz                         |
| Scott Baio     | Charles „Chachi“ Arcola    | Santiago Ziesmer                      |
| Ted McGinley   | Roger Phillips             | Christian Olsen                       |

## Hintergründe
In den Vereinigten Staaten wurde eine Szene der dritten Episode der fünften Staffel, Fonzie in Hollywood – Teil 3 (Hollywood Part 3), legendär, in der Fonzie mit Wasserskiern über einen Hai sprang und den Begriff Jumping the shark prägte, der heute für den Moment verwendet wird, in dem den Zuschauern klar wird, dass die jeweilige Serie ihren kreativen Höhepunkt überschritten hat. Auch das Verschwinden von Richies älterem Bruder Charles „Chuck“ Cunningham nach der zweiten Staffel ohne eine Erwähnung in der Serie hat es in die US-amerikanische Popkultur geschafft. Wenn nun ein Charakter ohne Erklärung und weitere Erwähnung aus einer Serie verschwindet, wird dies als Chuck Cunningham Syndrome bezeichnet.
Ted McGinley begann seine Karriere 1980 in der Serie und legte damit den Grundstein einer ungewöhnlichen Serienkarriere. Nachdem er Happy Days bis zum Serienende erhalten geblieben war, war er für die beiden letzten Jahre in Love Boat Teil der Besetzung und danach auch bei Eine schrecklich nette Familie von 1989 bis 1997. Jeweils kam er zu einer etablierten Serie, der er dann bis zu deren Ende als Mitglied der Hauptdarsteller erhalten blieb.

## Ableger und Adaptionen
Die Bedeutung der Serie wird auch durch eine vergleichsweise hohe Zahl an Spin-offs deutlich, die nur wenige andere Serien, etwa die Mary Tyler Moore Show aufweisen konnten. Wie dort wurden die Ableger unterschiedlich aufgenommen, brachten aber durchaus beachtliche Erfolgsserien hervor. Am erfolgreichsten war Laverne & Shirley, die Sitcom brachte es von 1976 bis 1983 auf acht Staffeln mit 178 Episoden. Weitaus weniger Zuspruch fand Blansky's Beauties im Jahr 1977. Die Serie brachte es auf nur eine Staffel mit 13 Folgen, war allerdings auch kein direkter Ableger, sondern im selben Serienuniversum angesiedelt. Die von Nancy Walker verkörperte Nancy Blansky hatte nur eine Woche vor der Premiere der Serie einen Gastauftritt in Happy Days als Howard Cunninghams Cousine. Weitaus erfolgreicher war ab 1978 Mork vom Ork. Hier spielte Robin Williams in vier Staffeln und 91 Episoden den Außerirdischen Mork vom Ork (synchronisiert von Joachim Tennstedt), den er zuvor schon in zwei Folgen der Mutterserie verkörpert hatte. Umstritten ist die Stellung der Serie Out of the Blue als Ableger, die ein Crossover mit Mork vom Ork in seinen 12 Folgen in einer Staffel beinhaltete. Auch der direkte Ableger Joanie Loves Chachi war mit 17 Folgen in zwei Staffeln weniger erfolgreich. The Ralph and Potsie Show und The Pinky Tuscadero Show brachten es nicht über den Pilotfilm hinaus.
The Fonz and the Happy Days Gang war die erste animierte Serie aus dem Happy-Days-Universum, die es 1980/81 auf 24 Folgen in zwei Staffeln brachte. 1982/83 lief mit Mork & Mindy/Laverne & Shirley/Fonz Hour eine weitere Trickfilm-Serie, die es in einer Staffel auf 27 Episoden brachte. Dazwischen lief 1981/82 Laverne & Shirley in the Army als Ableger von Laverne & Shirley in zwei Staffeln mit 21 Episoden. Alle drei Trickfilmserien wurden von Hanna-Barbera Productions geschaffen. Der Großteil der Ableger-Serien hat es bislang nicht in den deutschsprachigen Raum geschafft.
Das 1994 erschienene Musikvideo zu Buddy Holly der Band Weezer zeigt die Band in den Kulissen von Happy Days, mit dazwischen geschnittenen Original-Szenen aus der Sendung; zudem hat Al Molinaro einen Cameo-Auftritt als der Ansager am Anfang und Ende des Videos. Hinzu kommen Adaptionen als Bücher, Comics, in Australien zwei erfolgreiche Musicals (Happy Days: The Arena Spectacular in den 1990er und Happy Days: A New Musical seit 2008) sowie zwei TV-Specials (1992 The Happy Days Reunion Special und 2005 Happy Days: 30th Anniversary Reunion).